# Скуріхін Дмитро Миколайович
Скуріхін Дмитро Миколайович (народ. 1 грудня 1974, Русько-Висоцьке) — російський підприємець із Ленінградської області, сільський депутат, політв'язень, котрий виступив проти війни в Україні.
Народився 1 грудня 1974 року в селі Русько-Висоцьке Ленінградської області. Там же виріс. У 1997 році закінчив петербурзький Балтійський державний технічний університет. 1998 року одружився з Тетяною Миколаївною. Незабаром зайнявся підприємництвом і відкрив у своєму селі магазин.

З 2009 по 2014 рік Скуріхін – депутат Російсько-Висоцького як самовисуванець. Потім намагався переобиратися від «Справедливої Росії», подавав свою кандидатуру від «Партії народної свободи» на виборах до Держдуми у 2016 році. Оскільки у 2014 році не підтримав анексію Криму Російською Федерацією, частина односельців від нього відвернулася. Після цього Скуріхін не зміг переобратися. Став членом «Відкритої Росії». На той час регіональне видання 47News називало Скуріхіна «єдиним опозиціонером Ленобласті», оскільки він був найпомітнішим активістом регіону, який приїжджав до Санкт-Петербурга на акції опозиції.
Односельці неоднозначно ставилися до акцій Скуріхіна. Деякі намагалися зафарбовувати написи, були також ті, хто підтримував його діяльність, або просто ігнорував.

Скуріхін привертав особливу увагу поліції та спецслужб, проте кримінальному переслідуванню до 2022 року він не зазнав. 2022 року підтримав політв'язня А. Ю. Скочиленко, провівши у своєму магазині аналогічну акцію з антивоєнними цінниками. За це Скуріхіна оштрафували за адміністративною статтею про «дискредитацію» військових на 45 тис. рублів  .

Свобода слова — это залог процветания общества и страны. Без свободы слова страна обречена на гибель. Невозможно решить никакую проблему без свободы слова.
Сім'я  :
- Дружина — Скуріхіна Тетяна Миколаївна
- Діти - Наталія, Уляна, Алеся, Поліна, Світлана

## Примітка
1. 1 2 3 4  Бумага.
2. ↑  Дмитрий Скурихин // Вконтакте.